# Trioza fletcheri
Trioza fletcheri är en insektsart som beskrevs av Crawford 1912. Trioza fletcheri ingår i släktet Trioza och familjen spetsbladloppor. Utöver nominatformen finns också underarten T. f. minor.